# Květoslava Petříčková
Květoslava „Květa” Petříčková (ur. 17 lipca 1952 w Pradze) – czechosłowacka hokeistka na trawie, bramkarka, medalistka olimpijska.
Uczestniczka letnich igrzysk olimpijskich w Moskwie w 1980. Wystąpiła jedynie w zremisowanym 2-2 meczu z kadrą Zimbabwe. Czechosłowackie hokeistki w swoim jedynym występie olimpijskim zdobyły srebrny medal.
W latach 1968–1984 reprezentantka kraju (89 spotkań, 13 bramek). Karierę zakończyła po pierwszych mistrzostwach Europy, w których Czechosłowacja zajęła dziewiąte miejsce. Jako zawodniczka klubu Bohemians Praga pięciokrotnie zdobywała mistrzostwo Czechosłowacji.